# Különleges Műveletek Parancsnoksága
A Különleges Műveletek Parancsnoksága (Special Operations Executive, leggyakrabban rövidítve: SOE, ejtsd: /esz-o-i/) a II. világháború alatt Churchill miniszterelnök által létrehozott brit titkosszolgálat a nácik és csatlósaik által megszállt vagy azzal fenyegetett országok antifasiszta mozgalmainak erősítésére, támogatására és kiképzésére. Szabotázs és egyéb diverzáns akciók, néhol célzott likvidálások tervezésére, szervezésére és lebonyolítására. Ezek mellett a nem reguláris hadviseléshez tartozó diverzáns műveletek, tevékenységek mellett a felderítő, hírszerző tevékenység nem volt jelentős. Az is inkább operatív jellegű volt az említett akciók végrehajtásához.

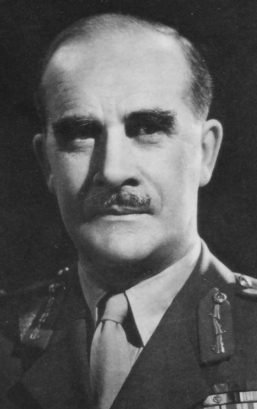
Colin Gubbins vezérőrnagy, az SOE vezetője.

Létrehozásában, függetlenített működtetésében feltehetően az is közrejátszott, hogy ezek a műveletek ne kötődjenek a nagymultú brit titkosszolgálatokhoz.
A szervezet hivatalosan 1940. július 22-én, Hugh Dalton hadigazdasági miniszter vezetésével alakult meg három meglévő titkos szervezet egyesítésével. Központja Londonban, a Baker street 64-ben volt.
Kevés ember volt tisztában a SOE létezésével. Azokat, akik tagjai voltak, vagy kapcsolatban álltak vele, néha – a londoni központra és Sherlock Holmes segítőire utalva – „Baker street-i szabadcsapat”-nak nevezték. Mások „Churchill titkos hadserege” vagy „a fegyverzet nélküli hadviselés minisztériuma" néven emlegették. Különböző ágait, és néha a szervezet egészét biztonsági okokból néha olyan nevek mögé rejtették, mint például a „Közös Műszaki Tanács”, „Szolgálatközi Kutatási Iroda”, illetve a Légügyi Minisztérium, az Admiralitás vagy a Háborús Iroda fiktív szervezeti egységei.
A szervezetnek rövid idő elteltével már 13 ezer tagja lett. Köztük körülbelül 3200 nő volt, és nemcsak adminisztratív munkakörökben hanem sokan veszélyes külföldi ügynöki megbízásokat teljesítve harcoltak.
A háború után 1946. január 15-én a szervezetet hivatalosan feloszlatták. A Westminsteri apátság nyugati falán található a hivatalos emlékműve azoknak, akik a második világháború alatt estek el, amelyet 1996. február 13-án avatta fel Erzsébet királynő. A SOE ügynökeinek egy további emlékművét 2009. októberében avatták fel a londoni Albert rakparton álló Lambeth palotánál. A Valençay-i SOE emlékmű 104 olyan ügynök előtt tiszteleg, akik Franciaországban harcolva vesztettek életüket.
A szervezet a célterületeknek megfelelően szekciókra, részlegekre tagozódott. Biztonsági okokból a szekciók különböző székhelyeken működtek és tagjaik nem érintkeztek kiképzésük során sem. Ennek ellenére egyes források szerint a náci hírszerzésnek sikerült beépülnie egyes részlegekbe sőt azok vezetésébe is.

## A szervezet elnevezése magyarul
A szervezet elnevezése szó szerint Különleges Műveleteket Végrehajtó Szerv lenne. Az elnevezés angolul is azt sugallja, hogy ez egy kisebb, alárendelt szervezeti egység feladatkör szerinti elnevezése. (Holott valójában közvetlenül a miniszterelnöknek alárendelt független szervezet volt.) Így valójában magyarul sem hangzik olyan esetlenül, mint ami miatt elnevezése olyan változatos lett a magyar nyelvű irodalomban, ismeretterjesztő művekben. Csaknem azonos gyakorisággal a
Speciális/Különleges     Műveletek/Hadműveletek     Parancsnoksága/Központja/Igazgatósága
változatai.
Ezek kombinációin kívül a magyar irodalomban előfordul még: Különleges Műveleti Szolgálat, Különleges Műveleti Végrehajtó Szolgálat, Különleges Hadműveleti Törzs, Különleges Hadműveletek Végrehajtó Egysége, Speciális Végrehajtó Szervezet, Különleges Műveletek Végrehajtó Szerve, Speciális Hadműveleti Szervezet, Különleges Műveleti Központ, Különleges Műveletek Bizottsága, Különleges Akciók Szervezete.
Némileg zavaró, hogy pl. A titkos háború című brit dokumentumfilm sorozat magyar szinkronos változatában az egyes részekben többféle néven is emlegetik a szervezetet.
Továbbá hogy léteztek más hasonló, és a magyar nyelvű irodalomban szintén változatos neveken emlegetett II. világháborús szervezetek is. Illetve hogy a velük kapcsolatba került személyek de még szakírók is saját elképzeléseik alapján a brit hírszerzés tagjainak (SIS) vélték egyes képviselőiket. Illetve hogy maguk a SOE tagjai is félrevezették vagy tévedésben hagyták a 
velük kapcsolatba került személyeket.

## Néhány ismertebb akciójuk
- Savannah hadművelet – 1941. március 15. – A Szabad Franciák első művelete a németek által megszállt területeken
- Anthropoid hadművelet – Reinhard Heydrich SS tábornok kivégzése, amelyet 1942. május 27-én Prágában a SOE által kiképzett két cseh ügynök, Jozef Gabčík és Jan Kubiš hajtott végre.
- Musketoon hadművelet – 1942. szeptember – A norvég ellenállás támadása a norvégiai Gjomford vízierőmű ellen
- Patkányok hete (Ratweek) – SS és Gestapo tisztek, valamint kollaboránsok és gestapo ügynökök elleni megtorlások a nácik által megszállt országokban 1943. október 1-től.
- Tybalt akció – a Patkányok hete után megkésve Belgiumban végrehajtott célzott likvidálások.
- Foxley hadművelet – 1944. július 13. vagy 14. – Adolf Hitler ellen tervezett merénylet amelyet azonban végül leállítottak.
- Ellenfákja hadművelet – 1944. szeptemberében az Antwerpeni kikötő megóvása.
- Heinrich Kreipe tábornok elrablása Krétán
- A wemorki nehézvíz gyár elleni támadás, amelyben nehézvíz termelése folyt a német atombomba program számára. Korábbi kudarccal végződött műveletek: Gunnerside és Flashman??? fedőnéven.

## Ismert tagok
- Colin Gubbins vezérőrnagy, az SOE vezetője.
- Kim Philby
- Noël Coward angol színész, író, színházi rendező
- Christopher Lee angol színész
- Anthony Quayle angol színész
- Virginia Hall
- Basil Davidson brit újságíró, a magyar szekció vezetője
- Leo Marks a SOE kriptográfiai osztályának a vezetője
- Hugh Seton-Watson
- Seymour Bingham az N részleg vezetője
- Hardy Amies, T? szekció. Civilben divattervező volt. Ő szervezte a Patkányok Hete akciót Belgiumban.
- Vera Atkins
- Lionel Guy D'Artois, kanadai tiszt
- Noor Inayat Khan, rádiós
- Harry Peulevé, az SOE egyik rádiósa
- George Reginald Starr
- Nancy Wake
- F.F.E. Yeo-Thomas - a megszállás alatt álló és a Vichy-kormány területén is harcolt
- Monty Woodhouse??? - Görögországban tevékenykedő vezető beosztású SOE tag.
- W. Stanley Moss - Heinrich Kreipe tábornok elrablása kapcsán
- Patrick Leigh Fermor - Heinrich Kreipe tábornok elrablása kapcsán

## Ismert magyar tagok
- Pálóczi Horváth György
- Szenes Hanna
- Violette Szabo, a brit SOE tagja, aki az első sikeres küldetés után a németek fogságába került, koncentrációs táborba zárták, megkínozták és kivégezték. (Férje Étienne Szabo magyar származású idegenlégiós tiszt volt.)
- Buday Kálmánné
- Miske-Gerstenberger Jenőné (leánykori neve: Mary Alice Allison-Walters)
- Nádas–Marton-csoport

## Dokumentumfilmek
- Churchill titkos hadserege (Churchill's Secret Army, 2000) három részes brit? dokumentumfilm sorozat
- Megölni Hitlert (Killing Hitler, 2003, rendezte: Jeremy Lovering) A BBC dokumentumjátékfilmje a SOE Foxley fedőnevű műveletéről amelynek keretében Hitler elleni merényletet terveztek.
- A titkos háború (Secret War, 13? részes angol ismeretterjesztő filmsorozat, 2011, rendezte: Nick Aarons, narrátor: Alisdair Simpson) Az epizódok többsége a SOE akcióiról szól
- A II. világháború színesben (cím változatː A II. világháború HD-ben, World War II in HD Colour, angol dokumentumfilm sorozat, 2010) 3. részː Nagy-Britannia sarokban (epizódcím változatː Anglia harcra készen)
- Das Reich – Hitler rettegett halálbrigádja (Hitler's Death Army – Das Reich, két részes francia dokumentumfilm sorozat, 2015) Franciaországi SOE akciók, Violette Szabo
- A Harmadik Birodalom ellensége (am. akciófilm, 2014) Az indiai származású Noor Inayat Khan sokáig csendes életet élt az 1930-as évek Párizsában. Később azonban feléledt benne a segítés vágya, s a Különleges Hadműveletek Parancsnoksága kémnője lett.
- A Harmadik Birodalom titkai (Nazi Underworld, tíz részes amerikai-német dokumentumfilm sorozat, 2011) 5. Halálos missziók című epizód. Benne Heinrich Kreipe tábornok elrablása Krétán, W. Stanley Moss és Patrick Leigh Fermor
- A krétai csata – Megszállás (Battle of Crete – Invasion, három részes angol dokumentumfilm, 65 perc, 2020) Benne Heinrich Kreipe tábornok elrablásának története Krétán.
- Múzeumi rejtélyek (amerikai ismeretterjesztő filmsorozat, 2017)  A Hughes átverés és más történetek című epizódban Imperial War Museum – Charles Fraser Smith patkánybombája.

## Kapcsolódó
- Gladio hadművelet

## Népszerű kultúrában
- Miss Marple: Gyilkosság a paplakban (brit bűnügyi sorozat, 2004) A SOE említése mint különleges egységek.
- Antropoid (Anthropoid, cseh-angol-amerikai-francia történelmi akciófilm, 120 perc, 2016, rendezte: Sean Ellis) Reinhard Heydrich SS tábornok kivégzésének története.
- HHhH – Himmler agyát Heydrichnek hívják (HHhH, amerikai-francia-angol-belga-német-magyar akciófilm, 120 perc, 2017, rendezte:  Cédric Jimenez) Hasonló témában egy évvel később bemutatott film.
- A piszkos hadviselés minisztériuma